# Vézelois
Vézelois est une commune française située dans le département du Territoire de Belfort, la région culturelle et historique de Franche-Comté et la région administrative Bourgogne-Franche-Comté. 
Elle dépend du canton de Danjoutin. Ses habitants sont appelés les Vézeloisiens ou Vézeras.

## Géographie

### Localisation
La commune est située à 5,8 km à l'est de Belfort. Son territoire est longé au nord par la voie ferrée Belfort-Mulhouse.

### Géologie et relief
La superficie de la commune est de 943 hectares ; l'altitude varie entre 350 et 412 mètres. L'altitude moyenne[Quoi ?] est de 370 m.

### Hydrographie
Vézelois est traversé par une portion du ruisseau des neuf Fontaine qui continue à Chèvremont et du ruisseau les Breuleux avant de se jeter dans le Ruisseau du Trovaire à Chèvremont.
D'autre part, le ruisseau de la Praille le traverse avant d'aller se jeter dans la Bourbeuse, à proximité d'Autrechêne.

### Climat
Pour des articles plus généraux, voir Climat de la Bourgogne-Franche-Comté et Climat du Territoire de Belfort.
En 2010, le climat de la commune est de type climat des marges montargnardes, selon une étude du Centre national de la recherche scientifique s'appuyant sur une série de données couvrant la période 1971-2000. En 2020, Météo-France publie une typologie des climats de la France métropolitaine dans laquelle la commune est exposée à un climat semi-continental et est dans la région climatique  Vosges, caractérisée par une pluviométrie très élevée (1 500 à 2 000 mm/an) en toutes saisons et un hiver rude (moins de 1 °C). 
Pour la période 1971-2000, la température annuelle moyenne est de 9,6 °C, avec une amplitude thermique annuelle de 17,5 °C. Le cumul annuel moyen de précipitations est de 1 137 mm, avec 12 jours de précipitations en janvier et 10,5 jours en juillet. Pour la période 1991-2020, la température moyenne annuelle observée sur la station météorologique de Météo-France la plus proche, « Novillard_sapc », sur la commune de Novillard à 4 km à vol d'oiseau, est de 10,7 °C et le cumul annuel moyen de précipitations est de 909,2 mm. 
La température maximale relevée sur cette station est de 38 °C, atteinte le 4 août 2022 ; la température minimale est de −18,1 °C, atteinte le 20 décembre 2009,,. 
Les paramètres climatiques de la commune ont été estimés pour le milieu du siècle (2041-2070) selon différents scénarios d'émission de gaz à effet de serre à partir des nouvelles projections climatiques de référence DRIAS-2020. Ils sont consultables sur un site dédié publié par Météo-France en novembre 2022.

## Urbanisme

### Typologie
Au 1er janvier 2024, Vézelois est catégorisée bourg rural, selon la nouvelle grille communale de densité à sept niveaux définie par l'Insee en 2022.
Elle est située hors unité urbaine. Par ailleurs la commune fait partie de l'aire d'attraction de Belfort, dont elle est une commune de la couronne,. Cette aire, qui regroupe 91 communes, est catégorisée dans les aires de 50 000 à moins de 200 000 habitants,.

### Occupation des sols
L'occupation des sols de la commune, telle qu'elle ressort de la base de données européenne d’occupation biophysique des sols Corine Land Cover (CLC), est marquée par l'importance des territoires agricoles (53,9 % en 2018), en diminution par rapport à 1990 (56,6 %). La répartition détaillée en 2018 est la suivante : 
forêts (36,7 %), terres arables (31 %), zones agricoles hétérogènes (20,3 %), zones urbanisées (7,5 %), prairies (2,6 %), zones industrielles ou commerciales et réseaux de communication (1,8 %). L'évolution de l’occupation des sols de la commune et de ses infrastructures peut être observée sur les différentes représentations cartographiques du territoire : la carte de Cassini (XVIIIe siècle), la carte d'état-major (1820-1866) et les cartes ou photos aériennes de l'IGN pour la période actuelle (1950 à aujourd'hui).

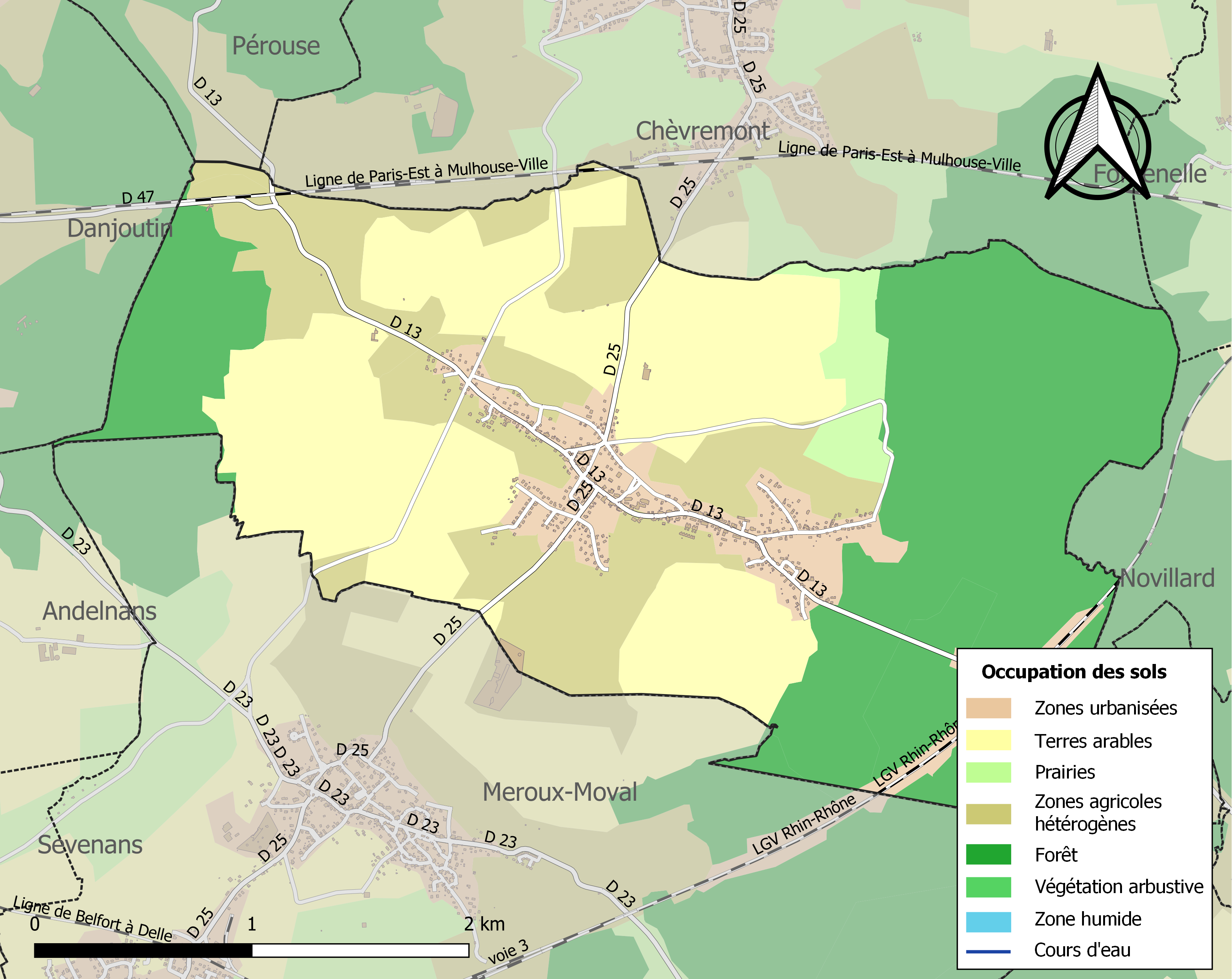
Carte des infrastructures et de l'occupation des sols de la commune en 2018 (CLC).

## Toponymie
Veselois (1171), Vesiliaco (1185), Vazelois (1250), Wissewahlen et Vezelois (1295), wissewalhen (1394), Veseloix (1407), Wisewald (1427), Wiszwalden (1428), Wißwalt (1439), Wyßwald (1440), Vaizellay (1449), Vezelois (1655), Vezeloy (1687), Wieswald (1782).

En allemand : Wieswald.

## Histoire
À l'époque romaine, une voie d'importance secondaire, reliant Mandeure à Rougemont-le-Château traversait le territoire du village, venant de Meroux et poursuivant vers Chèvremont. Vesiliaco, terme latin utilisé pour désigner le village en 1185 possédait alors une église.
Au décès de Jeanne de Montbéliard, sa fille Ursule, comtesse de Montfort, hérita de Vézelois. Celle-ci vendit le village en 1350 à Albert II, archiduc d'Autriche et époux de sa sœur Jeannette de Ferrette. Vézelois et Meroux, en formant une nouvelle mairie dont Vézelois était chef-lieu, furent alors rattachés à la seigneurie du Rosemont déjà possession autrichienne depuis 1347.
Un des épisodes dramatiques de l'histoire du village s'est déroulé pendant la Guerre de Trente Ans, quand les troupes suédoises écrasèrent une troupe de 3 000 paysans armés qui s'étaient révoltés. Le massacre eut lieu dans un vallon situé entre Danjoutin, Pérouse et Vézelois. Une soixantaine de rescapés se réfugièrent dans la tour de l'église détruite d'où les soudards cherchèrent à les enfumer. La légende raconte qu'un des assiégés sortit comme un diable enragé et fit s'enfuir de peur les Suédois. Cette tour subsista jusqu'en 1877. La nef de l'église fut réparée après 1633 et reconstruite entièrement  dans les années 1850. Leupe et Meroux firent partie de la paroisse de Vézelois jusqu'en 1803, date à laquelle Meroux fut érigé en paroisse autonome ; Moval resta attaché à Vézelois jusqu'en 1819 puis rejoint Meroux lui aussi.
Comme dans les villages environnants, le terrain jurassique du village recèle du minerai de fer en grains qui fut exploité jusqu'au XIXe siècle.
Le fort Ordener, du nom d'un général d'Empire, a été construit de 1883 à 1886 en tant que maillon important de la ceinture fortifiée entourant Belfort imaginée par Séré de Rivières. Il était prévu pour abriter une trentaine de canons à l'air libre chargés d'interdire l'approche du camp retranché de Belfort par la voie ferrée et les routes venant de l'est.
De 1913 jusque vers 1938, la ligne à voie métrique Belfort-Réchésy du chemin de fer d'intérêt local du Territoire de Belfort desservait Vézelois. La concurrence des lignes d'autobus l'a obligé à cesser toute activité.

## Politique et administration

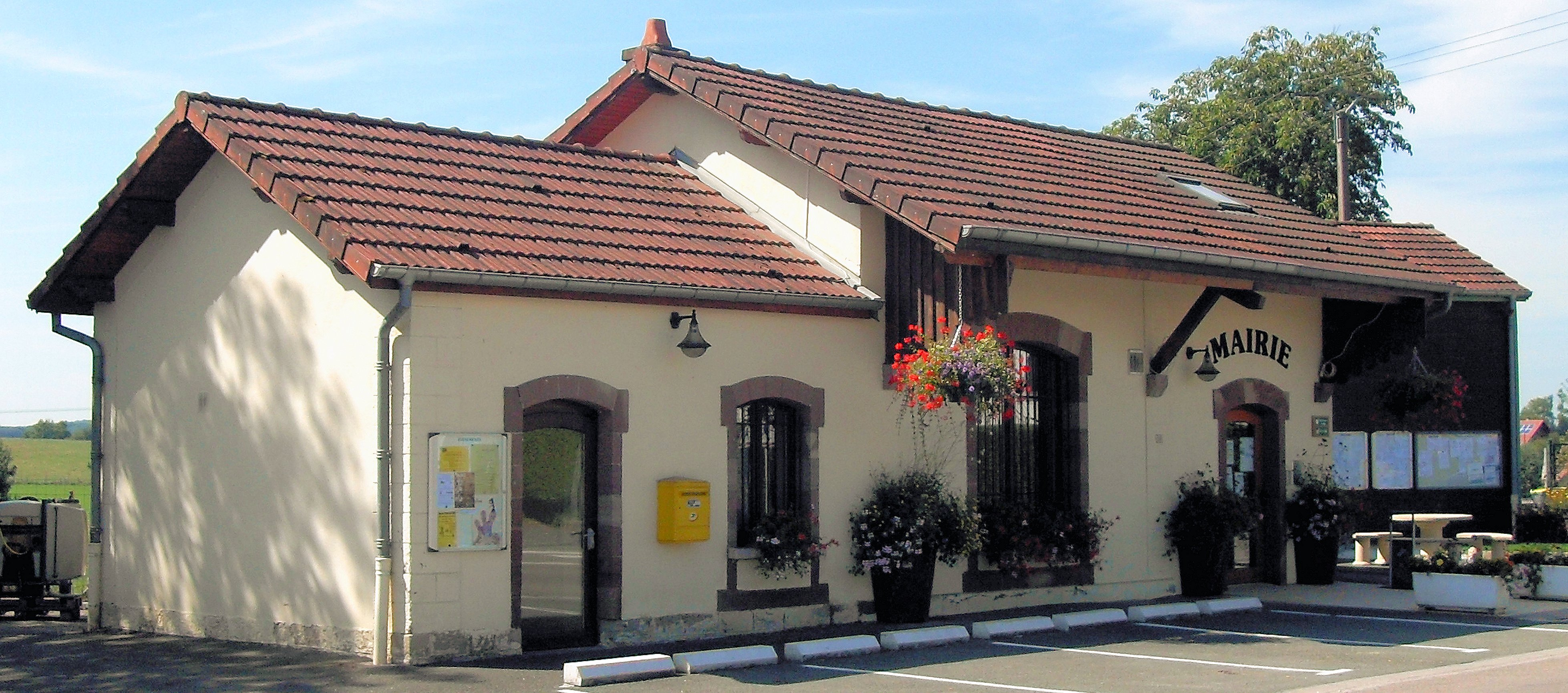
La mairie.

### Liste des maires
| Période                                  | Période    | Identité                   | Étiquette                | Qualité |
| ---------------------------------------- | ---------- | -------------------------- | ------------------------ | ------- |
| Les données manquantes sont à compléter. |            |                            |                          |         |
| 1487                                     |            | Jean Cordier               |                          |         |
| 1577                                     |            | Jehan le jeune Donzé       |                          |         |
| 1605                                     |            | Jean Jacquemin             |                          |         |
| 1657                                     | 1689       | Nicolas Donzé              |                          |         |
| 1689                                     | 1696       | Jean Nicolas Donzé         |                          |         |
| 1696                                     | 1701       | Nicolas Donzé              |                          |         |
| 1742                                     | 1749       | François Donzé             |                          |         |
| 1786                                     |            | Jean-François Donzé        |                          |         |
| 02/09/1788                               | 01/02/1789 | Jean Pierre Bourquard      |                          |         |
| 10/02/1789                               | 30/01/1789 | Jean Pierre Bourquard      |                          |         |
| 06/02/1791                               | 05/04/1793 | ... Jacquemin              |                          |         |
| 13/04/1793                               | 24/08/1794 | Jean Pierre Bourquard      |                          |         |
| 22/09/1794                               | 31/10/1796 | ... Donzé                  |                          |         |
| 08/11/1795                               | 25/03/1797 | Jean Claude Piqueré        |                          |         |
| 26/03/1797                               | 21/04/1798 | François Willin            |                          |         |
| 22/04/1798                               | 00/04/1804 | Jean Pierre Bourquard      |                          |         |
| 00/06/1804                               | 00/07/1805 | François Willin            |                          |         |
| 00/11/1805                               | 17/11/1807 | Jean Pierre Bourquard Fils |                          |         |
| 31/12/1807                               | 26/02/1808 | François Piqueré           |                          |         |
| 00.03.1808                               | 00.04.1811 | Jean Pierre Jacquemin      |                          |         |
| 00.04.1811                               | 17.05.1820 | François Nauroy            |                          |         |
| 06.02.1821                               | 01.01.1826 | Jean Pierre Jacquemin      |                          |         |
| 12.05.1826                               | 16.07.1829 | Jean Pierre Bourcard       |                          |         |
| 25.11.1829                               | 02.01.1831 | Joseph Donzé               |                          |         |
| 02.01.1831                               | 10.05.1831 | Jean Pierre Bourcard       |                          |         |
| 28.11.1831                               | 02.01.1835 | Joseph Donzé               |                          |         |
| 09.01.1835                               | 11.07.1840 | Jean François Bourquard    |                          |         |
| 15.09.1840                               | 29.12.1840 | Pierre François Charpiot   |                          |         |
| 29.12.1840                               | 12.08.1846 | Jean Pierre Jacquemin      |                          |         |
| 10.09.1846                               | 31.05.1863 | Jean Baptiste Bourquard    |                          |         |
| 23.09.1863                               | 06.09.1870 | Célestin Donzé             |                          |         |
| 04.11.1870                               | 23.03.1871 | Jean-Baptiste Bourquard    |                          |         |
| 11.06.1871                               | 24.11.1873 | Célestin Donzé             |                          |         |
| 26.04.1874                               | 09.08.1876 | Célestin Nauroy            |                          |         |
| 08.10.1876                               | 01.05.1892 | Pierre Louis Bourquard     |                          |         |
| 03.05.1892                               | 25.12.1902 | Mathieu Bourquard          |                          |         |
| 03.02.1903                               | 01.05.1904 | Victor Nauroy              |                          |         |
| 01.05.1904                               | 06.06.1906 | Jean Pierre Nauroy         |                          |         |
| 14.06.1906                               | 03.05.1908 | Célestin Marchand          |                          |         |
| 03.05.1908                               | 30.11.1919 | Alphonse Laily             |                          |         |
| 30.11.1919                               | 28.09.1933 | Jules Nauroy               |                          |         |
| 29.09.1933                               | 03.01.1964 | Edmond Mourez              |                          |         |
| 10.01.1964                               | 21.03.1971 | Léon Besançon              |                          |         |
| 25.03.1971                               | 20.03.1977 | Henri Collas               |                          |         |
| 20.03.1977                               | 13.03.1983 | Bernard Banderier          |                          |         |
| 13.03.1983                               | 20.06.1995 | Alain vien                 |                          |         |
| 20.06.1995                               | 16.04.2000 | Pierre Sauvageot           |                          |         |
| 26.05.2000                               | 14.03.2008 | Marie-Laure Besançon       |                          |         |
| 14.03.2008                               | 28.03.2014 | Christophe Berger          | UMP                      |         |
| 28.03.2014                               | 23.05.2020 | Jean-Pierre Cuenin         | Divers                   |         |
| 23.05.2020                               | En cours   | Roland Jacquemin           | Le renouveau de Vézelois |         |

### Jumelages
Vézelois est jumelée avec  Gueswendé (Burkina Faso).

## Population et société

### Démographie
L'évolution du nombre d'habitants est connue à travers les recensements de la population effectués dans la commune depuis 1793. Pour les communes de moins de 10 000 habitants, une enquête de recensement portant sur toute la population est réalisée tous les cinq ans, les populations de référence des années intermédiaires étant quant à elles estimées par interpolation ou extrapolation. Pour la commune, le premier recensement exhaustif entrant dans le cadre du nouveau dispositif a été réalisé en 2005.

En 2022, la commune comptait 1 026 habitants, en évolution de +7,89 % par rapport à 2016 (Territoire de Belfort : −2,78 %, France hors Mayotte : +2,11 %).
| 1793 | 1800 | 1806 | 1821 | 1831 | 1836 | 1841 | 1846 | 1851 |
| ---- | ---- | ---- | ---- | ---- | ---- | ---- | ---- | ---- |
| 377  | 381  | 420  | 421  | 471  | 493  | 544  | 520  | 546  |

| 1856 | 1861 | 1866 | 1872 | 1876 | 1881 | 1886 | 1891 | 1896 |
| ---- | ---- | ---- | ---- | ---- | ---- | ---- | ---- | ---- |
| 496  | 492  | 476  | 413  | 439  | 464  | 508  | 623  | 552  |

| 1901 | 1906 | 1911 | 1921 | 1926 | 1931 | 1936 | 1946 | 1954 |
| ---- | ---- | ---- | ---- | ---- | ---- | ---- | ---- | ---- |
| 576  | 625  | 539  | 391  | 383  | 353  | 354  | 349  | 351  |

| 1962 | 1968 | 1975 | 1982 | 1990 | 1999 | 2005 | 2006 | 2010 |
| ---- | ---- | ---- | ---- | ---- | ---- | ---- | ---- | ---- |
| 373  | 461  | 588  | 671  | 664  | 705  | 782  | 800  | 928  |

| 2015 | 2020 | 2022  | - | - | - | - | - | - |
| ---- | ---- | ----- | - | - | - | - | - | - |
| 946  | 999  | 1 026 | - | - | - | - | - | - |

### Enseignement primaire et secondaire
Au XVIIIe siècle, le village abritait un collège.
Il y a actuellement une école maternelle et une école élémentaire pour un total de 7 classes.

### Santé
1. La commune dispose d'un cabinet infirmier
2. La commune dispose d'un laboratoire dentaire.
3. La commune dispose d’un médecin généraliste

L'hôpital le plus proche est l'hôpital Nord Franche-Comté situé entre Belfort et Montbéliard, à Trévenans,.

### Débits de boissons
1. Ce village contenait six anciens bars[réf. nécessaire].

## Culture locale et patrimoine

### Lieux et monuments
- Ancien lavoirAncienne entrée du fort OrdenerLavoir

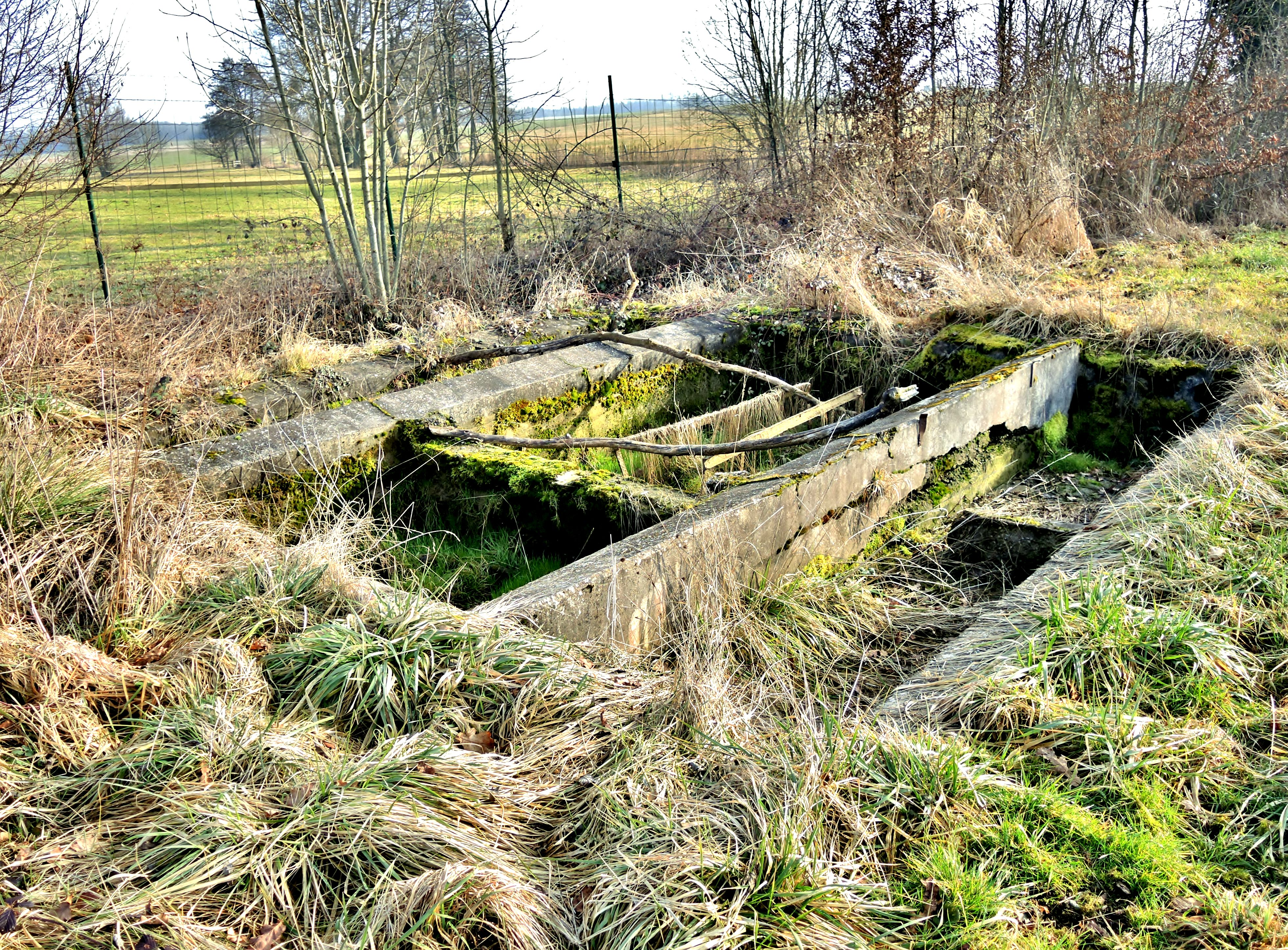
Ancien lavoir

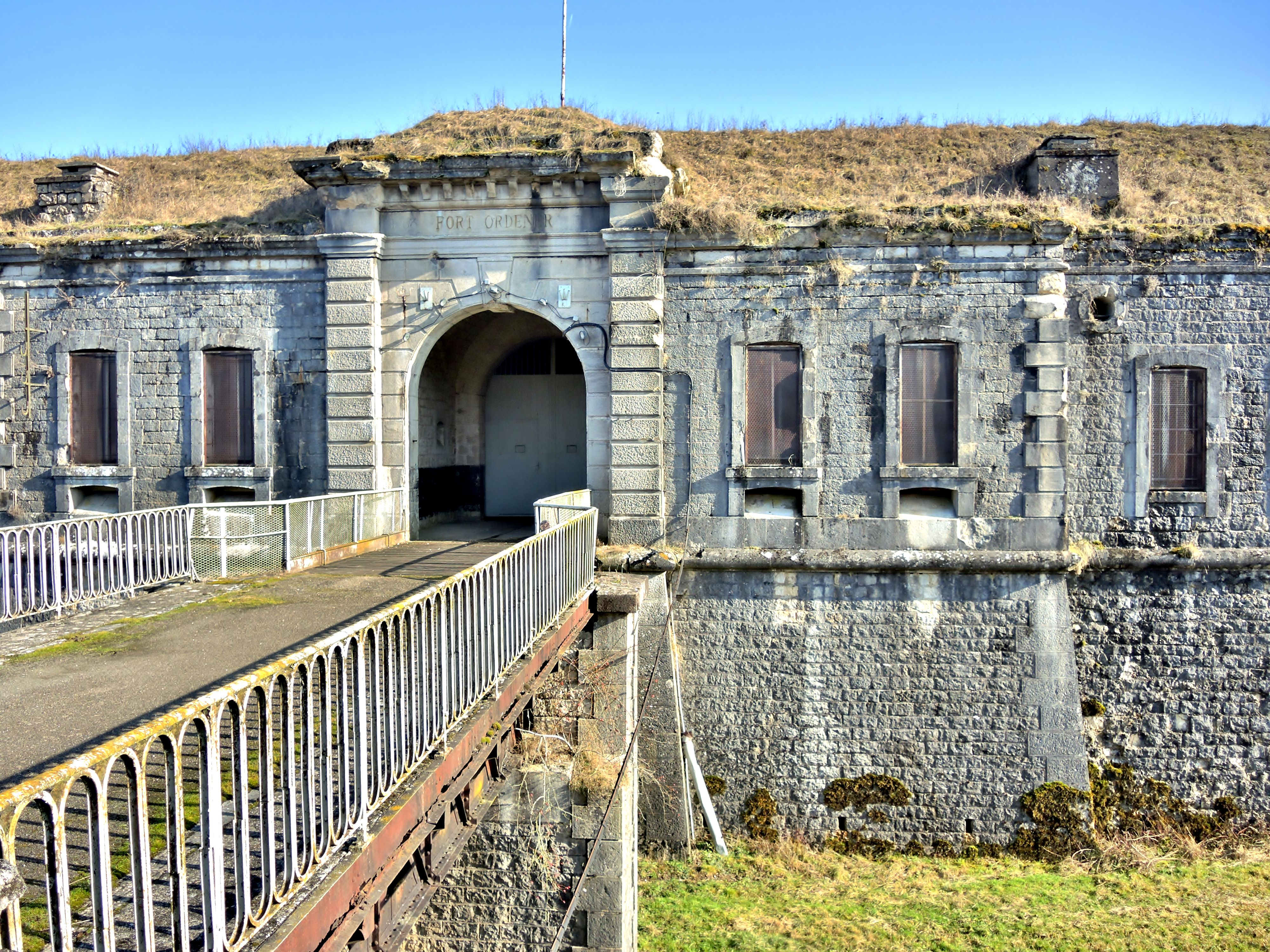
Ancienne entrée du fort Ordener

- Fort de Vézelois (Fort Ordener), construit entre 1883 et 1886.
- Église Saint-Thiébaud 1853-1877, l'édifice est de style gothique, le clocher est surélevé en 1877. La façade principale est alors complètement refaite et les façades latérales sont rénovées depuis les toits des bas-côtés. En 1999, clocher, toits, façades, ainsi que les fonts baptismaux dégradés par des infiltrations furent rénovés.

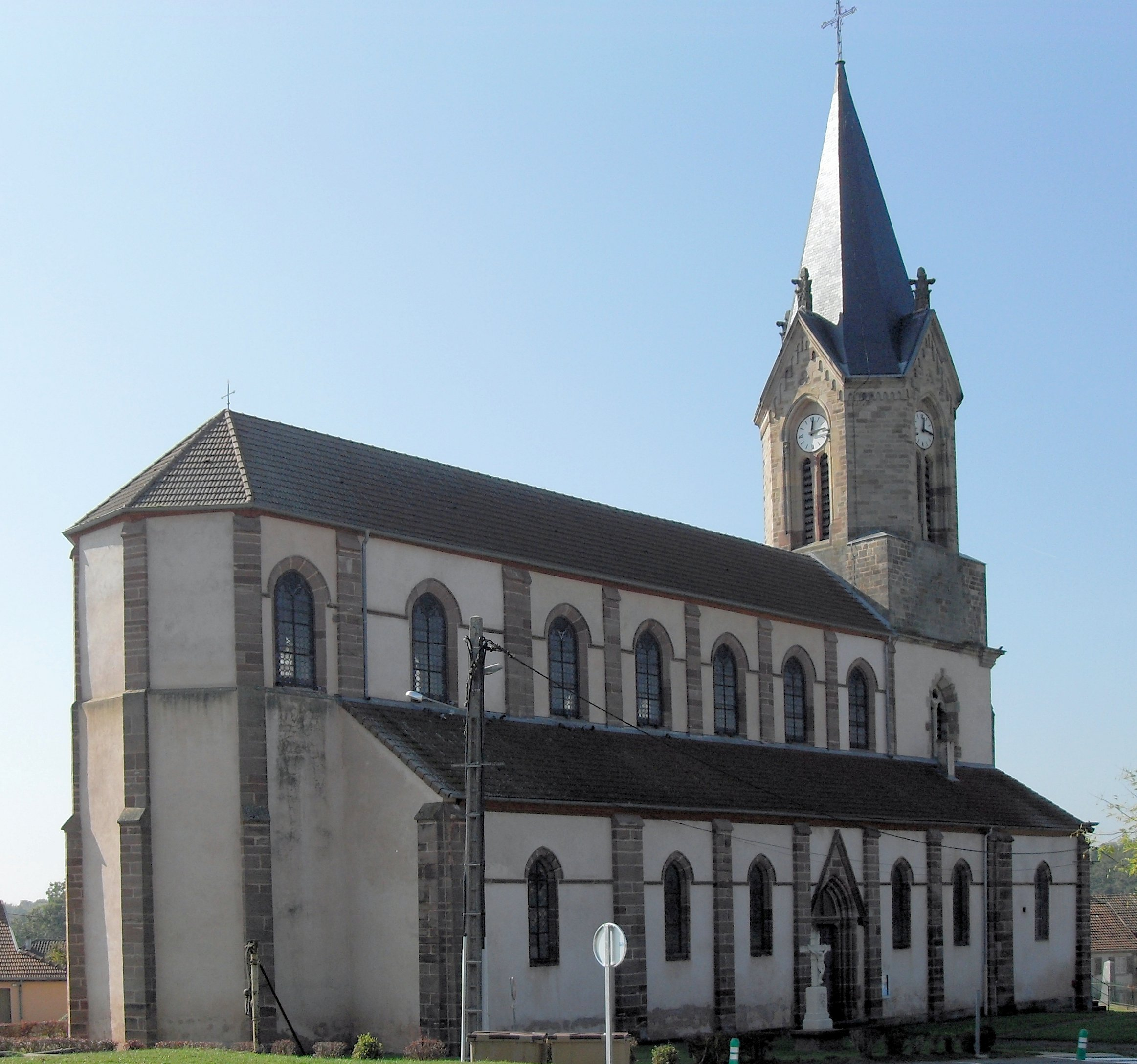
L'église, côté nord.
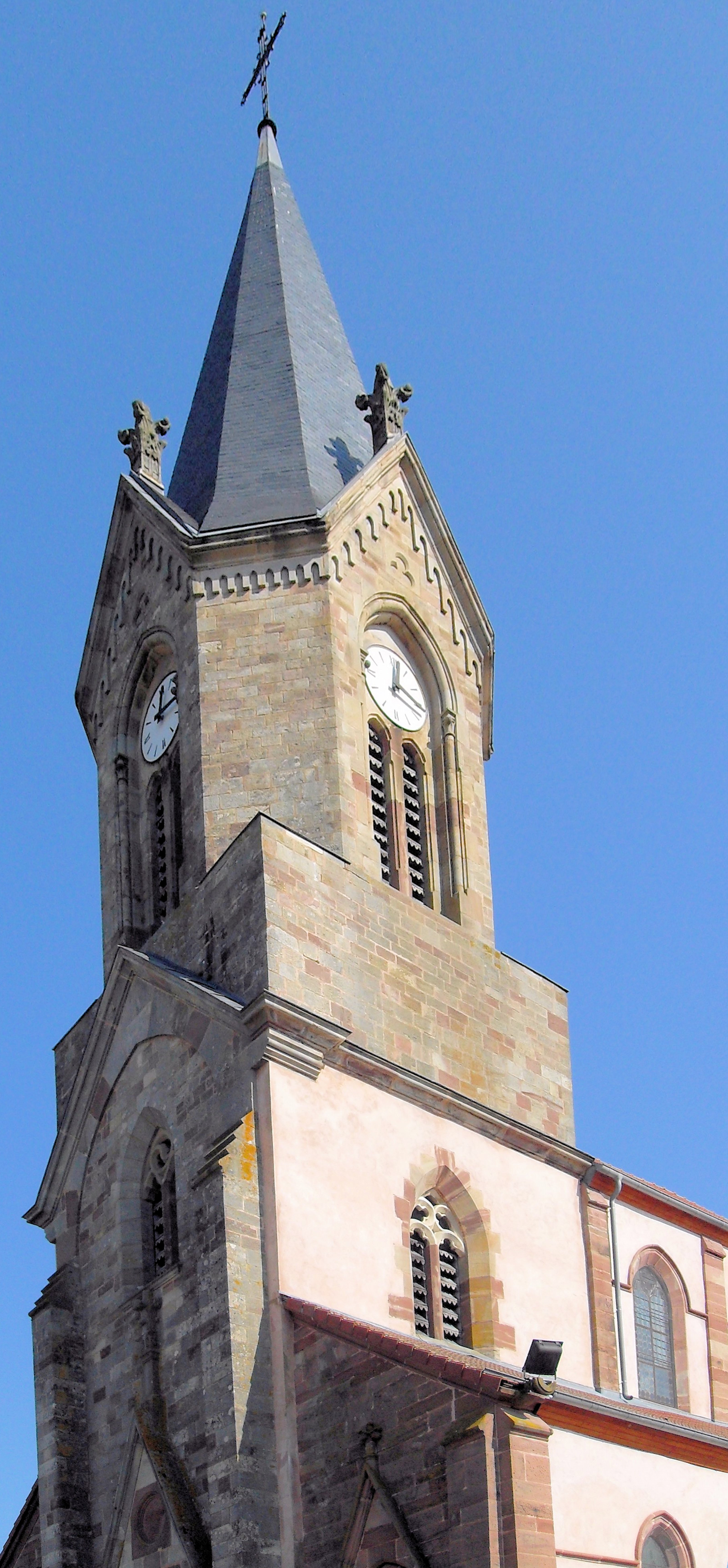
Clocher.

### Personnalités liées à la commune
- Michel Ordener (1755-1811), général d'empire, a donné son nom au fort Ordener.
- Henri Muller (1900-1944), résistant français, Compagnon de la Libération, a vécu à Vézelois et y est inhumé. Son nom a été donné à une rue de la commune.

### Héraldique
|  | Les armes de la commune se blasonnent ainsi : D'azur à trois pommes de pin d'or. |

## Pour approfondir